# 晦日祓い
晦日祓い（みそかばらい）とは、大晦日に行われる清めの行事。みそかっぱらいともいう。

## 概要
大晦日に関東にて行われる行事であり、一年間の厄・災い・邪気を祓う。家の代表者が家各所を周り、各所でお辞儀を行った後に御幣（祓串・小祓い）を両手で持ち「左・右・左」と振る。最初に神棚前、次に家の各部屋・台所・トイレ・屋敷外の祠と各所、最後に家族全員を祓う。祓って邪気の付いた祓串は鬼門除けのために家の庭の鬼門（北東）の土に差し突き立てるか、門外の角の土に差し突き立てるか、全て燃やして燃やした灰を北東方位の土に撒く。北東方位の求め方は家の中を中心とするのではなく、家の外も含めた家の生活敷地内の中心にする。神社に持っていき、お焚きを行ってもらってもいい。